# Evert van der Meulen
Evert van der Meulen (Willemstad, Curaçao, 7 maart 1955) is een Nederlands acteur.

## Levensloop
Van der Meulen verkreeg landelijke bekendheid door zijn rol als Jasper Groenhuysen in de dramaserie Rozengeur & Wodka Lime. Na zes seizoenen viel het doek voor de serie in 2006. In 2009 speelde hij de rol van Jacob van den Berg in de populaire jeugdserie Het Huis Anubis.
Hij speelde onder andere in de series Pleidooi (1994), Keyzer & De Boer Advocaten (2008) en Goede tijden, slechte tijden (2011) een gastrol.
Van der Meulen is regelmatig te zien in het theater. Hij heeft meegespeeld in producties van o.a. Orkater en Toneelgroep Amsterdam.
Van der Meulen woont in Amsterdam.

## Filmografie

### Film
- 1990: Krokodillen in Amsterdam, als Adje
- 1996: Advocaat van de Hanen, als bewaarder Jaap
- 1996: Domburg, als dokter
- 1999: Lef, als autokoper
- 2004: Zinloos, als spreker
- 2009: Alles stroomt, als Rob
- 2011: Sterk, als dokter
- 2015: Code M, als Gerant
- 2018: Bon Bini Holland 2, als piloot Pieter

### Televisie
- 1992: Hoe voelen we ons vandaag, als patiënt
- 1992: Op afbetaling, als detective
- 1993: Niemand de deur uit!, als maatschappelijk werker
- 1994: Pleidooi, als expert Hasselman
- 1995: Coverstory, als rechercheur
- 1995: In voor- en tegenspoed, als fietsendief
- 1995: Voor hete vuren, als Theo
- 1996: 12 steden, 13 ongelukken, als Hans
- 1996: Unit 13, als directeur H&K
- 1997: Fort Alpha, als Jacco Burghart
- 1997: Duidelijke taal!
- 1999: Babes, als Michael
- 2000: De Geheime Dienst
- 2000: De aanklacht
- 2001: Spangen, als generaal
- 2001-2006: Rozengeur & Wodka Lime, als Jasper Groenhuysen
- 2004: Zes minuten, als Hans
- 2007: Keyzer & De Boer Advocaten, als dokter Elbe Carstens
- 2008: Sterke verhalen uit zoutvloed, als vader
- 2009: Het Huis Anubis, als Jacob van den Berg
- 2010: De avonturen van Kruimeltje, als verschillende personages
- 2011: Goede tijden, slechte tijden, als dokter Constantijn Wijkman
- 2012: SpangaS, als Rowan Melis
- 2013: Moordvrouw, als Jim van der Vliet
- 2013: Flikken Maastricht, als Louis Teussink
- 2014: Danni Lowinski, als meneer Ter Maat
- 2016-2018: Flikken Rotterdam, als Ivo Jiskoot
- 2017: Centraal Medisch Centrum, als Hammert